# Grand'Landes
Grand'Landes es un municipio (commune) francés, situado en el departamento de la Vendée y en la región de los Países del Loira. Sus habitantes se denominan, en francés, Grand'landaises

## Geografía
Grand'Landes fue famosa por su bosque (Forêt de Grand'Landes); lo que queda del mismo subsiste a unos 7 km al norte de la población.

## Demografía
| 427 | 480 | 398 | 375 | 407 | 381 |
| Para los censos de 1962 a 1999 la población legal corresponde a la población sin duplicidades (Fuente: INSEE [Consultar]) |     |     |     |     |     |

## Administración y política
Grand'Landes se integra en la Mancomunidad de Municipios del País de Palluau (Communauté de Communes du Pays de Palluau), según la deliberación municipal de 4 de diciembre de 1990 que condujo a la creación de un distrito el 24 de diciembre de 1990, transformado en mancomunidad el 4 de diciembre de 2002.
En el referendo sobre la Constitución Europea ganó el no con un 59,31% de los votos.

## Economía
Según el censo de 1999, la distribución de la población activa por sectores era:
| agricultura | industria | construcción | servicios |
| ----------- | --------- | ------------ | --------- |
| 18,9%       | 24,3%     | 16,2%        | 40,5%     |

## Historia
La iglesia del pueblo se edificó en el siglo XII y ha sufrido dos destrucciones: una durante la Revolución francesa y otra en 1927 por una tormenta. Sólo el pórtico es original.
Existe noticia de Grand'Landes en el siglo XV, cuando unos pescadores supervivientes de un naufragio hicieron voto de construir una capilla a la Virgen María, la capilla de Nuestra Señora de la Piedad. La capilla actual data de 1878.